# Tillandsia fasciculata
La barba española de Cuba (Tillandsia fasciculata) es una especie de planta epífita dentro del género  Tillandsia, perteneciente a la  familia de las bromeliáceas.  

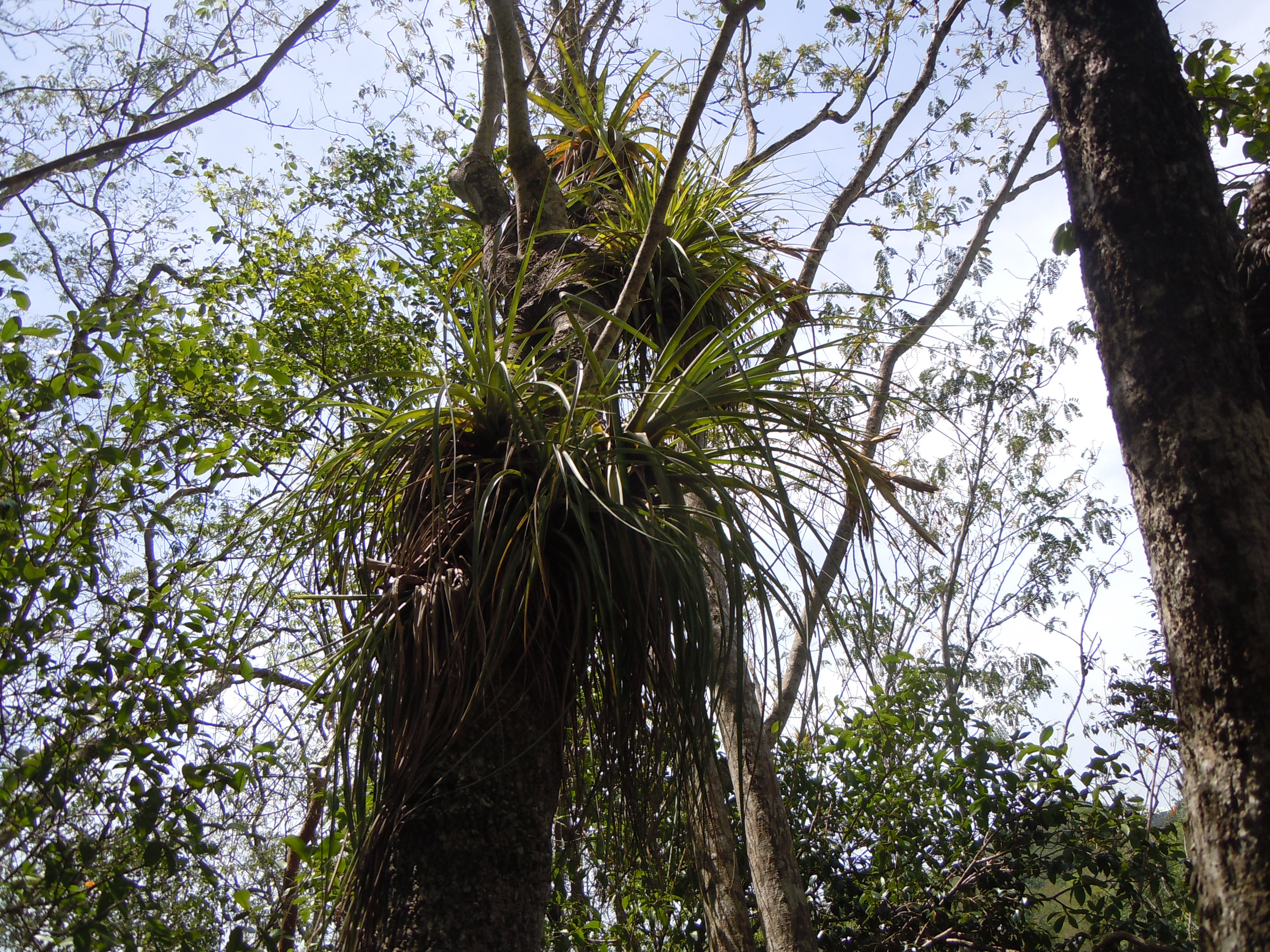
En su hábitat

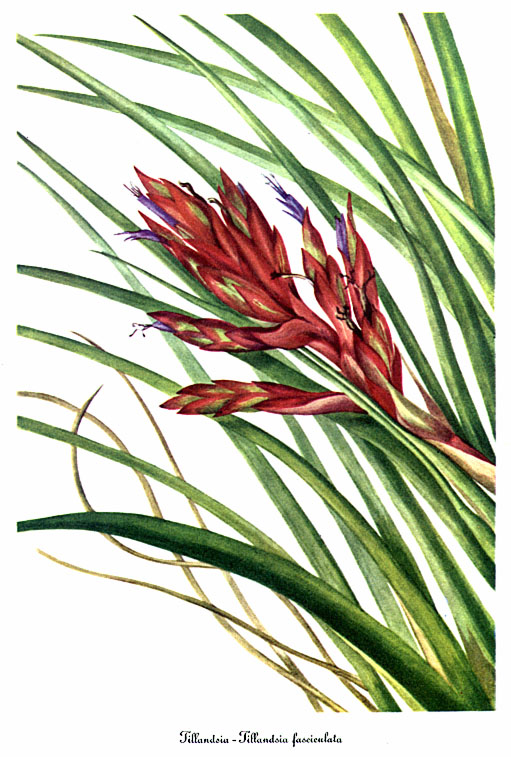
Ilustración

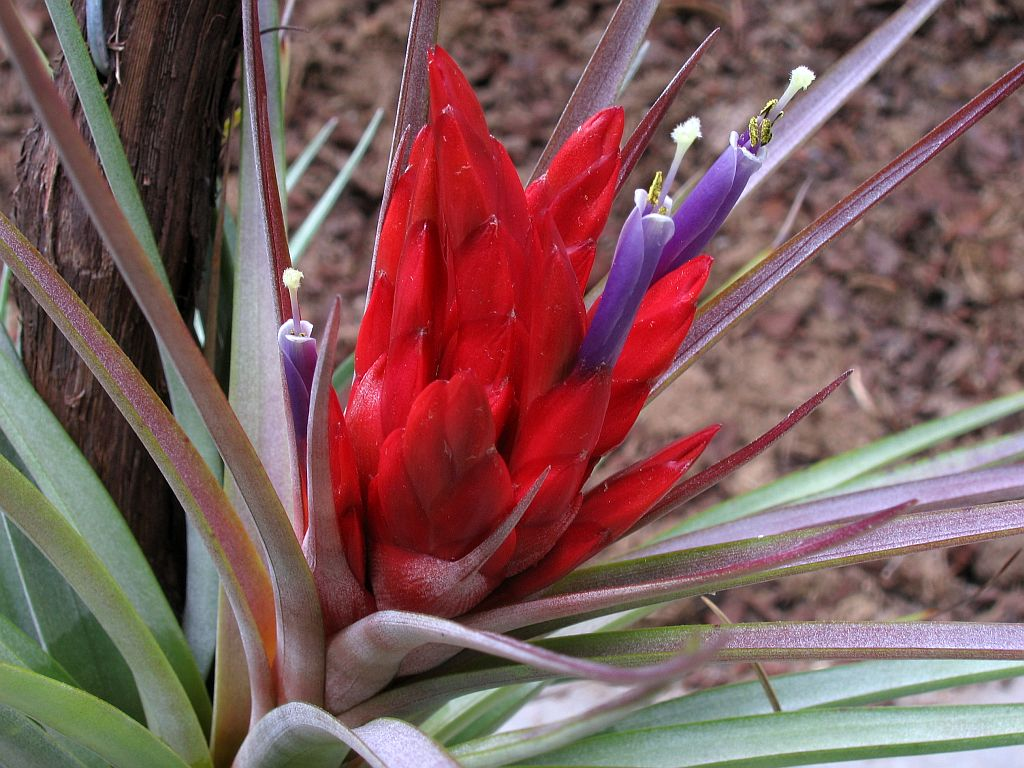
Detalle de la flor

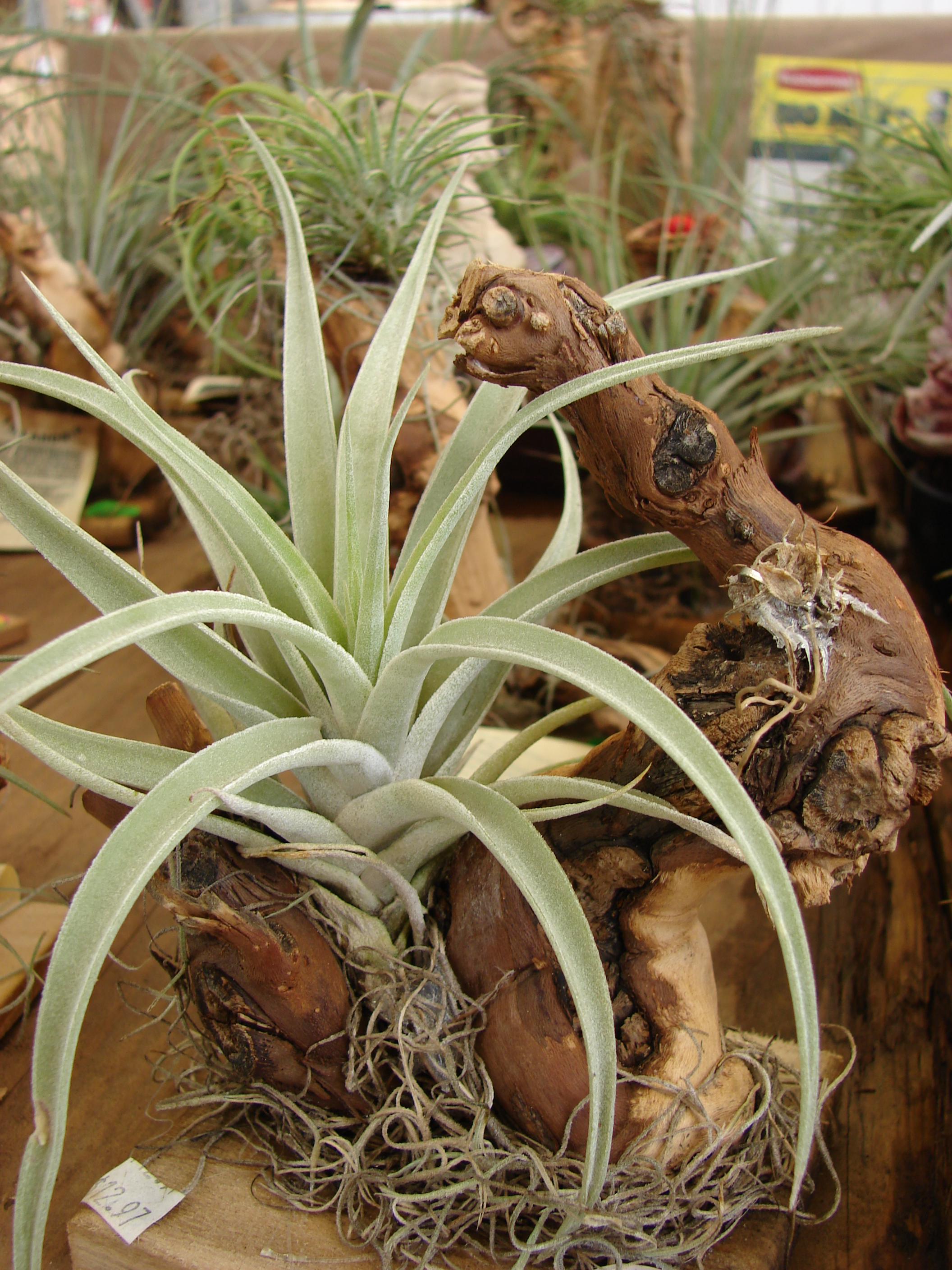
Vista de la planta

## Descripción
Son plantas acaulescentes, que alcanzan un tamaño de 38–70 cm de alto. Hojas de 24–70 cm de largo; vainas 3–6 cm de ancho, cafés a café-rojizas, densamente adpreso-lepidotas; láminas triangulares, (1.4–) 1.9–3 cm de ancho, densamente cinéreo-lepidotas. Escapo (15–) 24–41 cm de largo, brácteas foliáceas imbricadas; inflorescencia simple o subdigitada a densamente 2-pinnada, erecta, brácteas primarias similares a las brácteas superiores del escapo, más cortas que las espigas; espigas 11–20 cm de largo, con 5–15 (–26) flores, erectas a ascendentes, ocasionalmente patentes en fruto, brácteas florales 3.2–5.2 cm de largo, imbricadas, divergentes a subpatentes en fruto, carinadas en la mitad apical, lisas, glabras o a veces lepidotas, coriáceas, flores sésiles o con pedicelos hasta 2 mm de largo; sépalos  3–3.8 cm de largo, los 2 posteriores carinados y connados por 1.7–2.3 cm de su longitud, libres del sépalo anterior; pétalos purpúreos. Los frutos son cápsulas de 3–3.6   cm de largo.

## Distribución y hábitat
Es una especie común en pantanos, matorrales espinosos, bosques subperennifolios y perennifolios, bosques de encinos, bosques caducifolios, a una altitud de 0–1300 metros; fl ago–mar, fr ago–may; desde los Estados Unidos (Florida), México a Colombia y Brasil, también en las Antillas.

## Cultivares
- Tillandsia 'Beauty'[11]
- Tillandsia 'Casallena'[11]
- Tillandsia 'Cathcart'[11]
- Tillandsia 'Chevalieri'[11]
- Tillandsia 'Chiquininga'[11]
- Tillandsia 'Ervin Wurthmann'[11]
- Tillandsia 'Florida'[11]
- Tillandsia 'Hines Poth'[11]
- Tillandsia 'Jalapa Fortin'[11]
- Tillandsia 'Latas au Pair'[11]
- Tillandsia 'Maria Teresa L.'[11]
- Tillandsia 'Miz Ellen'[11]
- Tillandsia 'Neerdie'[11]
- Tillandsia 'Pachuca'[11]
- Tillandsia 'Silver Bullets'[11]
- Tillandsia 'Summer Dawn'[11]
- Tillandsia 'Sybil Frasier'[11]
- Tillandsia 'Tropiflora'[11]
- Tillandsia 'Unamit'[11]
- Tillandsia 'Verraco'[11]
- Tillandsia 'Veteran'[11]

## Taxonomía
Tillandsia fasciculata fue descrita por Peter Olof Swartz y publicado en Nova Genera et Species Plantarum seu Prodromus 56. 1788.
Etimología
Tillandsia: nombre genérico que fue nombrado por Carlos Linneo en 1738 en honor al médico y botánico finlandés Dr. Elias Tillandz (originalmente Tillander) (1640-1693).
fasciculata: epíteto latíno que significa "con bulbos"
Variedades aceptadas
- Tillandsia fasciculata var. clavispica Mez
- Tillandsia fasciculata var. densispica Mez
- Tillandsia fasciculata var. laxispica Mez

Sinonimia
- Platystachys glaucophylla (Hook.) Beer
- Platystachys havanensis Beer
- Tillandsia beutelspacheri Matuda ex L.B.Sm.
- Tillandsia compressa var. oligostachya Baker
- Tillandsia glaucophylla (Hook.) Baker
- Tillandsia havanensis Beer
- Tillandsia insignis Matuda
- Tillandsia macrostachya Klotzsch ex Beer
- Tillandsia pungens Mez
- Vriesea glaucophylla Hook.[13][14]